# Noisy-sur-Oise
Noisy-sur-Oise is een gemeente in het Franse departement Val-d'Oise (regio Île-de-France) en telt 667 inwoners (1999). De plaats maakt deel uit van het arrondissement Sarcelles.

## Geografie
De oppervlakte van Noisy-sur-Oise bedraagt 3,8 km², de bevolkingsdichtheid is 175,5 inwoners per km².
De onderstaande kaart toont de ligging van Noisy-sur-Oise met de belangrijkste infrastructuur en aangrenzende gemeenten.

## Demografie
Onderstaande figuur toont het verloop van het inwonertal (bron: INSEE-tellingen).